# 隐士白环蛇
隐士白环蛇（学名：Lycodon obvelatus），一种于中华人民共和国四川省攀枝花市区公园内发现的爬行动物，隶属于游蛇科白環蛇屬。本种原被记录为双全白环蛇（L. fasciatus），2021年研究人员结合形态学和分子生物学证据，确定其实际代表了双全白环蛇种组一新种。种加词不仅描述了新种在分类学上与双全白环蛇的混淆，而且还强调了即使在城市地区，也可能隐藏有新物种。

## 鉴别特征
隐士白环蛇体型小，总长（ToL）551毫米；尾部中等长度，尾长占总长的比为18.9%；背鳞17-17-15行，全部光滑；腹鳞199枚；尾下鳞76枚；肛鳞完整；颊鳞狭长，入眶；上唇鳞8枚，2-3-3；下唇鳞8；眶前鳞单枚，与眶上鳞和前额鳞相接；眶后鳞2枚；颞鳞2+2或2+3；侧顶鳞扩大，单个；额鳞与4枚颈鳞相接；上颌齿11枚，分为4组（7-1-1-2）；半阴茎单个，棒状，除最近端外均具刺；枕部具有明显的鲑红色颈纹；背部深黑色，具有31条鲑红色横纹；尾部有13条；横纹具有锯齿状边缘，2-3枚鳞片宽度，向腹外侧稍微加宽；第一条横纹位于第4行腹鳞，头部具第一条横纹的距离（DHB）为14.1毫米；腹面为浅鲑红色，或多或少有规则的黑色横带和一些不规则的斑点。

## 保护
本种于2023年被收录入《有重要生态、科学、社会价值的陆生野生动物名录》。